# متعب الهذال
متعب بن فهد بن هذال ، (1862 - 1919) مواطن عراقي وشاعر وشيخ مشايخ قبائل عنزة عامة والعمارات خاصة ، وأحد الشيوخ في العراق وشبه الجزيرة العربية.

## حياته وأسرته
هو متعب بن فهد بن عبد المحسن بن الحميدي بن عبد الله بن هذال العنزي، قالت المس بيل في كتابها (فصول من تاريخ العراق القريب) في وصف فهد بن هذال "فابن هذال يُعتبر أعظم شيوخ البدو في حدود العراق الغربية وقد حاول الأتراك إدخاله في جهازهم الإداري بتعيين والد فهد قائمقاماً للبادية الواقعة بين واحة شفاثة وكربلا حيث يملك في نهاية جدول يتفرع من الفرات عدة أفدنة من الأراضي الصالحة للزراعة يقوم بزراعتها فلاحون من سكنة المناطق النهرية وقد ورث عنه ابنه هذه الأرض واللقب التركي أيضاً"،
وتولى مشيخة قبيلته (العمارات) ككل وهو في بداية شبابه ورغم صغر سنه إلا أنه كان متمرسا في القيادة لوجوده في مدرسة والده الأمير فهد (البيك)، والسبب في تسلم المشيخة بهذا السن يعود لأنه تسلم المشيخة أثناء إقامة والده الأمير فهد بن عبد المحسن الهذال في تركيا ، فتولى المشيخة فترة بسيطة من الزمن على إثر وفاة أخيه الأكبر ، وكان من حسن حظه أنه قاد قبيلته في حياة والده (البيك) لمدة عشر سنوات لأن والده كان يدربه عمليا، وكان يرسل معه من الرجال ذوي الخبرة التي تشكلت لديه وأصبحت لديه علاقات واسعة مع حكام وملوك دول الخليج ومنهم الملك سعود والملك فيصل والشيخ أحمد الجابر الصباح والشيخ فهد السالم الصباح والشيخ عبد الله السالم الصباح بالإضافة إلى أسرة آل خليفة، والشيخ عجيل الياور شيخ مشائخ شمر ، كما انه تفر غ بعد استقرار الحياة السياسية لقبيلته الى التوسع في امتلاك الاراضي والاملاك ، فهو يملك الكثير من بساتين النخيل في الرزازة قرب كربلاء وخان البغدادي وغيرهما من مدن الفرات.

## البيرق
أسس متعب بن فهد في العراق قوة قتالية للتجنيد سُميت البيرق، عددهم 23 ألف مقاتل، وانضم له يحيا بن عثمان العساف فصار كاتباً لمتعب.

## مواقفه

خارطة عشائر العراق سنة 1930 وفيها مواطن عشيرة العمارات من كربلاء إلى الرطبة

إشتهر  الشيخ متعب بن فهد بن هذال بصفة الكرم التي اشتهرت بها قبيلة (عنزة ) قاطبة وغيرها من القبائل العربية ، ومما يعرف ان في منزله شخص مسؤول عن اعداد الولائم وفي اغلب المناسبات يكون تقديم الطعام في الصحن ذي الحلقات الاربع الذي لايستطيع حمله 12رجلا أو أكثر وهو موجود ويستعمل حتى الآن عند اسرة الهذال ، كما ان هناك قصة تدل على كرمة الشديد حين دعا الملك سعود بن عبد العزيز اثناء زيارته للعراق إلى وليمة غداء، وكان الملك في زيارة للملك فيصل ملك العراق الذي احضر معه لواء من الجيش رافقه إلى مضارب الأمير محروت ، والذي بطبيعته استعد جيدا لواجب الضيافة فأولم بعدد (200) راس من الاغنام و (8) رؤوس من الإبل احتفاء بضيفه الذي كان قد توجس ان المضيف لن يكون مستعدا لما فعله الملك فيصل واحضاره للواء من الجيش يرافقة، لكن الملك سعود انطلقت اساريره حين عرف مافعله صديقه الأمير ، وكثيرا ماتمر القوافل بعددها الهائل وتقيم تحت مظلة ضيافته وكرمه.

## رمزيته الادبية
تقدم رواية مدن الملح لعبد الرحمن منيف نموذجاً غير مسبوق لتحول المجتمع العربي من عصر الانغلاق إلى عصر الانفتاح على الآخر، وقد وضع منيف مدينتي «وادي العيون» و«حران» كنموذجين مصغّرين رصد من خلالهما ديناميكية هذا التحوّل التاريخي الذي استتبع في فلكه تحولات الشخصية العربية كلازمة مهمة لتحولات المكان، لقد قاسى المجتمع العربي معاناة وشظف هذا التحوّل القسري إلى مستقبل مجهول والانصراف عن مرابع الصبا وذكريات الطفولة وموطن الأجداد.
تلعب شخصية متعب الهذال : (شخصية مستوحاة من شخصية متعب الهذال شيخ مشايخ قبيلة عنزة مطلع القرن العشرين ورمزيته بالذات إنه شيخ مشايخ عنزة والتي ينتمي لها أمراء آل سعود وآل صباح وآل خليفة) ى في الرواية دور المتوجّس من الآخر والمرتاب من كل جديد، فيسرد الروائي كيفية وقوفه في وجه الأميركيين الذين جاؤوا بمعداتهم وآلاتهم للتنقيب عن النفط، بتنسيق مع السلطات الرسمية آنذاك. وقد بدا «متعب الهذال» غاضباً ومتوعداً وشاتماً الأميركيين في أول الأمر، قبل أن يتحوّل حنقه إلى قلق ويأس وصمت إثر تخاذل رجال القرية تجاه هذا القادم الغامض، فيغادر في ظل صمت رهيب وحزن تاركاً خلفه الأهل والأرض دون أن يكون لرحيله وجهة محددة.
دون أسباب واضحة تستدعي شخصية «متعب الهذال» من التاريخ العربي شخصية «زرقاء اليمامة» التي تحذّر بدورها قومها من خطر قادم في المستقبل. وتكاد تتطابق هاتان الشخصيتان في مصير كل منهما. فها هي زرقاء اليمامة تلقى مصيرها باقتلاع عينيها إثر رفض قومها الإصغاء إلى حديثها، وها هو «متعب الهذال» يقرر، إثر رفض قومه الإصغاء إلى تنبؤاته، الاختفاء بطريقة غامضة.
- وادي العيون ومتعب الهذال/الرّجل الأسطورة وأصالة الانتماء:

بديهيا أنه لا يمكن تصوّر فكرة ما أو اتجاه محدّد دون أن نستحضر الصوت أو الشخصية التي تحمل هذا أو تلك، لأن الفكرة لمن يحملها والاتجاه انعكاس لما يقتنع به، من هنا فإن المكان/الفضاء الحكائي يعبّر عن مجموع الإيديولوجيات التي يعتقدها من يسكن هذا المكان.
هكذا ارتبط اسم «متعب الهذال» «بوادي العيون» وهو شخصية تمثّل ذاكرة ماضي الوادي وحاضره. لقد كان كالجبل الصاعد أمام الأحداث والعواصف التي مرّت بها المنطقة، فشخصيته عمّرت طويلا، قدرها الناس وقدّسوها، لأنها كانت الحصن المنيع الذي يحتمي به الأهالي، بالرغم من بساطته وعقليته البدائية الأصلية، شديد الاعتقاد بمخلفات الماضي البعيد والقريب، رفض بكلّ جرأة وقوّة الحاضر الجديد الذي لم يشارك في صنعه، لذلك يقرّر الرحيل عندما شرع الغرباء في قطع أوّل شجرة حين سألوا عن «متعب الهذال» فقد وجدوا من قال: «إنّه رجل، بدت الكلمة غريبة، غير مألوفة بل ومعادية أيضا، «متعب الهذال» يرحل؟ كيف يرحل ويترك الوادي... وإلى أين يمكن أن يرحل؟ قال أحد الرّجال: «متعب» لا يترك الوادي، «متعب» يموت ولا يرحل.
رحل منذ زمن طويل حين قطعوا أوّل شجرة...."متعب لا يرحل...أراهن».
وحلّ «الهذال» موضوعيا ولكن لم يغادر للحظة عقول الأهالي وقلوبهم، لأنّه الحامل الحقيقي لقيمهم وأصالتهم التي بدأت تضيع منهم شيئا فشيئا منذ اقتلاع أوّل شجرة. إذ عنى لهم هذا، تجريد الوادي من كل ما يربطه بالماضي البعيد والقريب، فهي الصدمة التي مسّت وجودهم الاجتماعي والتاريخي في العمق.
رحل «متعب الهذال» بدافع التعالي والحرية على مادية الحياة المبتذلة من أجل المحافظة على قيمه الأصلية ونقائها فقد غرس فيه الوادي صفة الكبرياء، وجرأة الرفض، وعمق الانتماء وعشقه للحرية بعد خروج الشياطين، ففي لمح البصر توجهوا إلى الآلات بتلك العصبية وذلك الاندفاع... نهض على مهله، تنشق هواء الوادي برئتيه وجسده كله، نظر إلى كل ما حوله، وكأنه يودّع الأماكن والأشياء، وما كادت تلك الآلات المجنونة تبدأ الحركة حتى صرخ صرخة حادة موجعة...حسافا... حسافا... يا وادي العيون.
ظل رحيل «الهذال» مؤقتا، يظهر ويختفي في أشكال مختلفة، هدفه تفقّد حالة الوادي بوصفه جزءا منه، أو هو نفسه بخصوبته أو عمقه، بماضيه المتأصل وحاضره المتناقض والمخيف، كان طيفه يملأ الفلاة كلها.
إن الأثر العميق الذي تركه «وادي العيون» في نفسية «الهذال» وعقله، جعلت صورته قائمة في أذهان الأهالي وذواتهم، تفزع الأمريكان وأتباعهم من حين إلى آخر، لأن طيفه يسيطر على الوادي كلّه، فاتسعت أسطورة وجوده وقداسته، من خلال انتشار الخوارق والخرافات وكلها مرتبطة بشخص «الهذال» وظلّه.
فقد فرضت طبيعة المكان الصحراوية على الناس أن يعتقدوا بمثل هذه الخرافات والأوهام وتتسع دائرة تأويل الفرد...لتتحوّل بعد ذلك إلى قاعدة عامة تشكل جزءا من مخيّلة الإنسان البدوي إلى درجة أن أهالي «وادي العيون» أسطروا شخصية «الهذال» عندما راح يواجه الوضع الجديد بمفرده كبطل الملاحم القديمة، وسيلته الاختفاء والظهور، الإقبال والتراجع، يتألّم لحالة الوادي، يمعن النظر ولا يقول شيئا لكز ناقته فاهتزت اهتزازا قويا وهي تنهض، وبدا «متعب الهذال»، وهو يرتفع مثل خيمة كبيرة، ثم بدا غيمة، أما حين بدأ حركته السريعة فقد أصبح مثل «طير أبيض» يبتعد حتى تلاشى...واختفى.

## انظر
- الهبارية
- عنزة
- فهد بن عبد المحسن الهذال
- محروت بن فهد الهذال
- متعب بن محروت الهذال
- مدن الملح
- تغلب